# María Asen Comneno
María Asen (Comneno por su esposo; en búlgaro: Мария Асенина Комнина), fue una princesa búlgara y consorte del gobernante de Tesalónica, Manuel Comneno Ducas.

## Biografía
María era la hija del emperador de Bulgaria Iván Asen II con su primera mujer Ana y con la cual Iván Asen II tuvo otra hija, Beloslava. Dado que Ana nunca fue reconocida como esposa legítima del emperador, María y su hermana fueron consideradas hijas ilegítimas de Iván Asen. El linaje real de María y Beloslava no había sido cuestionado y fueron clasificadas de alto rango debido a que ambas princesas fueron designadas para esposas de personas con alto estatus aristocrático en los países vecinos de Bulgaria, con los que Iván Asen esperaba establecer relaciones. 
Alrededor de 1225-1227 María se casó con Manuel Comneno Ducas, hermano de Teodoro Comneno Ducas de Epiro. Este matrimonio dinástico fue diseñado para garantizar las buenas relaciones entre Bulgaria y el Despotado de Epiro, respaldado por un tratado de paz en 1224.
María y Manuel tuvieron al menos una hija:
- Helena Comneno Ducas, quien se casó con Guillermo de Verona, triarca de Negroponte.